# 王家厍
王家厍（上海话拼音：hhuanggaso，发音：[[ɦuɑ̃̀kᴀ̋so᷆]]），俗名王家沙，是中国上海静安区东部一老社区。
王家厍原为清朝道光年间形成的一个村落，因居民以王姓为主而得名。咸丰年间，由于太平军逼近上海，上海英租界向西越界修筑了静安寺路（南京西路）、卡德路（石门二路）等道路，以后又陆续增辟同孚路（石门一路）、爱文义路（北京西路）等道路。1899年，上海公共租界大扩展，这一带均被划属公共租界的西区。20世纪初建起多座大楼，此后又以现石门二路为界，衍生出东王家厍、西王家厍两个地名。目前，该区域西为泰兴路、北为北京西路、东为大田路、南为南京西路，以住宅为主。
该区内有老字号王家沙点心店，以其地得名。